# Polanentheater
Het Polanentheater is een theater gevestigd aan de Polanenstraat, Spaarndammerbuurt, Amsterdam Oud-West. 

## Gebouw
Het theater maakt onderdeel uit van een complex met school en woningen dat tussen 1921 en 1922 gebouwd is naar ontwerp van de architecten Tj. Kuipers & A.U. Ingwersen die vooral voor de gereformeerde zuil actief waren.  De school, een gereformeerde Rehobothschool, stond daarbij dwars op de Polanenstraat en had ook een ingang aan de daaraan parallel lopende Houtrijkstraat; beide vernoemd naar voormalige gemeente Houtrijk en Polanen. Een gevelsteen herinnert nog aan de oorspronkelijke schoolbestemming. De school kreeg te maken met ontzuiling en een veranderende bevolkingssamenstelling door immigratie en sloot circa 1966 haar deuren. Het droeg altijd het adres Polanenstraat 90.

## Theater
Er was in die dagen geen behoefte meer aan een christelijke school. Het werd in anderhalf jaar tijd verbouwd tot Wijkcentrum Spaarndam met onder andere een toneelzaal en een artotheek. Burgemeester Ivo Samkalden kwam het wijkcentrum openen.  De toneelzaal werd door amateurgezelschappen gebruikt, maar verwierf ook bekendheid door het interculturele Fusion theaterfestival, waarbij ook theater van en voor migrantengroepen een belangrijke rol speelden. 
In 1971 vierde dat wijkcentrum haar twintigjarig bestaan en gaf een reeks toneelvoorstellingen; men had het gebouw voor die gelegenheid omgedoopt in Polanen-Theater. Die naam ging niet meer weg. Wel kreeg het na een uitgebreide sanering binnen de wijk een nieuw huisnummer, Polanenstraat 90 werd Polanenstraat 174. Vlak daarop begon rond 1981 wederom een verbouwing; na die verbouwing kwam minister André van der Louw het hernieuwde theater openen.
Het theater werd in 1995 door het voormalige stadsdeel Westerpark gesloten . Het maakte een doorstart als niet-gesubsideerd theater. Sedert 2004 is Edwin van Veen directeur.
Op 18 november 2008 werd het gebouw tot gemeentelijk monument benoemd.

## Kunstwerk

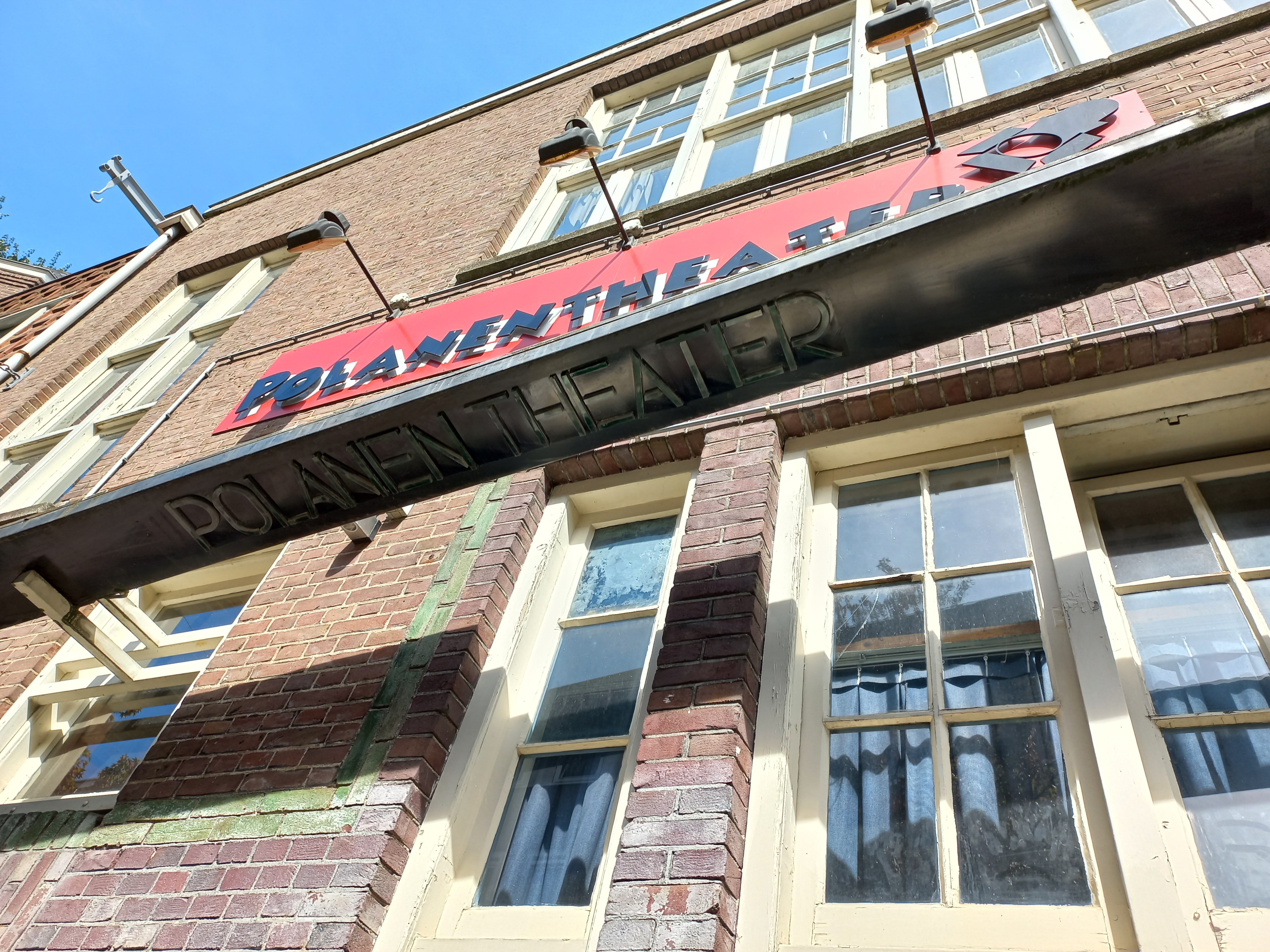
Kunstwerk van Beerends (augustus 2023)

Ter gelegenheid van die verbouwing kreeg de voorgevel van het theater een kunstwerk van Arnaud Beerends. Het vermeldt de naam van het theater niet verticaal, maar horizontaal op een platte donkere constructie, diagonaal hangende voor de gevel.